# Therobia insularis
Therobia insularis là một loài ruồi trong họ Tachinidae.